# آخرین قسمت فصل
در تلویزیون، به آخرین اپیزود هر فصل یک سریال، آخرین اپیزود فصل گفته می‌شود. معمولاً بین زمان پخش اپیزود یکی مانده به آخر و اپیزود آخر یک فاصله چندماهه می‌گذارند تا تعداد بینندگان آن افزایش پیدا کند و در این اپیزود اتفاقات جدید و معماهایی درست می‌شود تا مخاطبان را دیدن فصل بعدی سریال جذب کند.

## منبع
مشارکت‌کنندگان ویکی‌پدیا. «Season finale». در دانشنامهٔ ویکی‌پدیای انگلیسی، بازبینی‌شده در ۲۵ مارس ۲۰۱۱.